# Anoncus perplexus
Anoncus perplexus là một loài tò vò trong họ Ichneumonidae.